# Kama Sutra (Film)
Kama Sutra (in Deutschland auch Kama Sutra – Die Kunst der Liebe, Originaltitel Kama Sutra: A Tale of Love) ist ein indischer Film von Mira Nair aus dem Jahr 1996.

## Handlung
Im Indien des 16. Jahrhunderts wächst die Waise Maya bei ihrer Tante im Palast eines indischen Herrscherhauses auf. Sie freundet sich mit Prinzessin Tara an. Deren Bruder, der bucklige Kronprinz Biki, ist in Maya verliebt, doch sie teilt dieses Gefühl nicht. Schon als Kinder deutet sich ein Konflikt zwischen beiden Mädchen an, da Maya gerne mehr sein möchte als eine Dienerin, und schöner ist als Tara.
Als Erwachsene soll Tara den Prinzen Raj Singh heiraten. Als dieser mehr Interesse an Maya zeigt, spuckt Tara ihr ins Gesicht, woraufhin Maya Raj in der Hochzeitsnacht verführt. Dies wird von Biki beobachtet, und als Maya seine Liebe erneut ausschlägt, verrät er die Geschehnisse der Nacht seiner Mutter, woraufhin Maya aus dem Palast verbannt wird. Auf ihrer Wanderung trifft sie den Bildhauer Jai wieder, der schon auf der Hochzeit auf sie aufmerksam geworden war. Er bringt sie bei einer älteren Kurtisane namens Rasa Devi unter, die Maya unter die Fittiche nimmt und in die Geheimnisse der Kamasutra einweiht. Devis Angebot, Kurtisane des Königs zu werden, lehnt sie zunächst ab, da sie Jai liebt, aber er kommt mit seinen Gefühlen nicht zurecht, weswegen er sie zurückweist. Als Raj Jais weibliche Statuen sieht, erkennt er Ähnlichkeiten zu Maya, macht sie ausfindig und ernennt Jai zu seinem Bildhauer und Maya zu seiner Lieblingskurtisane. Dies stößt seine Ehefrau Tara vor den Kopf, deren Bett von ihrem Ehemann gemieden wird.
Maya, Jai und Tara sind unglücklich. Raj verfällt dem Opium und versagt als König. Es wird ihm bewusst, dass er nur Mayas Körper, aber nicht ihre Liebe besitzt. Tara unternimmt einen Selbstmordversuch, wird aber von Maya gerettet, und die beiden Frauen versöhnen sich. Damit Tara ihren Ehemann zurückgewinnen kann, bringt Maya ihr die Grundzüge des Kamasutra bei. Als Tara ihren mittlerweile fast bettlägerigen Gemahl verführen will, drückt sie Abscheu über seinen Verfall aus und verlässt ihn. Am Ende lässt Raj Jai aus Eifersucht hinrichten, während sein Königreich von seinen Feinden, die sich mit Biki verbündet haben, erobert wird. Maya entkommt und wandert mit unbekanntem Ziel davon.

## Produktion
Nairs Ausgangsgedanke war es, „die sinnliche, ursprüngliche Welt Indiens“ zu zeigen, in der vor allem Frauen durch den Kamasutra befreit und glücklich sind. Sie kritisierte das „durch das viktorianische England prüde gewordene“ heutige Indien, in der „Vergewaltigung im Film gesellschaftlich akzeptiert ist, eine Liebesszene aber nicht“. Basis des Films war die Kurzgeschichte „Hand Me Downs“ (dt.: Gebrauchtware), die Nairs Ehemann Wajida Tabassum entdeckte. Hier demütigt eine arrogante Prinzessin eine Dienerin, indem sie ihr ausschließlich ihre ausrangierte Kleidung („Hand Me Downs“) zu tragen gibt. Die Dienerin rächt sich, indem sie ihren künftigen Ehemann verführt und der Prinzessin als „Gebrauchtware“ weitergibt. Dies wurde die erste Viertelstunde des Films.
Nair bezeichnete den Hauptkonflikt des Filmes als eine Art „sexuelles Schach“, in dem Frauen und Männer ihre körperlichen Reize einsetzen, um ihre Zielen zu erreichen. Bei den männlichen Charakteren ging es Nair darum, den Kontrast zwischen dem Prinzen Raj Singh, der für „Sinnlichkeit ohne Spiritualität“ steht, und Bildhauer Kumar, der trotz seiner Armut seinem Gegner moralisch überlegen ist, auszudrücken.
Für das Drehbuch kooperierte Nair mit Helena Kriel, die den Film im 16. Jahrhundert zur Zeit des Mogulreiches spielen ließ, da diese Herrschaft von „Aufklärung und Dekadenz, meist auf Kosten der Frauen“ bestimmt war. Hieraus entstand die Idee, dass sich ein habgieriger König (Raj) zwischen einer reichen Adligen (Tara) und einer armen Dienerin (Maya) verliert, die zudem gute Freundinnen sind. Bewusst wurden zwei Tabus gebrochen: erstens kommt es nicht zu einem Happy End, und zweitens opfern sich die Frauen nicht. Naveen Andrews (Raj) wurde von Nair nach guten Kritiken im Film Der englische Patient gecastet. Sarita Choudhury (Tara), die mit Nair schon in Mississippi Masala gearbeitet hatte, hatte sich zunächst als Maya beworben, bis sie auf die Rolle der Tara festgelegt wurde. Für die tragischen Rollen von Jai und Maya wurden mit Ramon Tikaram und Indira Varma zwei Newcomer gecastet, wobei Nair von Varmas „natürlicher Schönheit“ fasziniert war.
Die Dreharbeiten verlangten den Hauptdarstellerinnen Varma und Choudhury einiges ab. Varma, die englisch-schweizerischen Ursprungs ist, musste einen indischen Akzent lernen. Drei Wochen lang lernten Choudhury und sie in Bangalore an der Nrityagram School von Lehrerin Protima Gauri den anspruchsvollen Odissi-Tanz und lebten hierfür „in Lehmhütten mit Schlangen und Skorpionen“. Beide mussten zudem strenge Diät halten. Für die aufwendigen Kostüme wurden vier Juweliere gebraucht, die u. a. ein aus Perlen bestehendes Kostüm in vierstündiger Arbeit um Varmas Körper nähten.
Für die musikalische Gestaltung des Films wurden unter anderem der Sitarspieler Vilayat Khan, der Violinist L. Subramaniam und die Hindustani-Sängerin Shubha Mudgal – letztere im Film auch visuell präsent – engagiert. Als Art Director war Nitin Desai für das Filmset verantwortlich.
Die Erotikszenen von Kama Sutra standen in starkem Gegensatz zur puritanischen Sexualmoral in der indischen Filmindustrie, wo ein Kuss strafrechtliche Verfolgung nach sich ziehen kann. Während der Produktion hieß der Film schlicht „Tara and Maya“, denn die indischen Behörden hätten einen Film mit dem Titel „Kama Sutra“ mit Sicherheit verboten. Wann immer die staatliche Aufsicht zu den Dreharbeiten kam, improvisierten die Darsteller Scheinszenen, die nichts mit dem Film zu tun hatten. Als der Inhalt ruchbar wurde, wurden Beamte bestochen. Mira Nair erklärte später, dass die indischen Zensoren eine Badeszene herausschneiden lassen wollten, in der Maya (Varma) nackt von vorne zu sehen ist, und eine Liebesszene, in der Maya Tara (Choudhury) die Grundzüge des Kamasutras lehrt und ihren Unterleib liebkost. Nair wurde wegen „schockierender“ Szenen ein fast zwei Jahre dauernder Gerichtsprozess gemacht, bis der Film schließlich, stark geschnitten, in einigen indischen Kinos vor einem ausschließlich weiblichen Publikum gezeigt werden durfte. In Pakistan ist der Film bis heute indiziert. Im Gegensatz dazu fand Naveen Andrews, der in anderen Filmen viel extreme Liebesszenen gedreht hatte, die strittigen Szenen „fast schon zahm“.
Zu den Nacktszenen gab Nair zu, dass mehr weibliche als männliche Nacktheit gezeigt werde, weil für „männliche Schambereiche“ „weder interessante noch logische Stellen“ vorkamen, und Nair „auf visueller Ebene“ mehr aus Varma und Choudhury ziehen konnte als von den männlichen Hauptdarstellern.
Indira Varma äußerte sich kritisch über die Zusammenarbeit mit Mira Nair. Als sie „frisch von der Schauspielschule weg“ engagiert wurde, habe das Skript lediglich „They Make Love“ (dt.: Sie machen Liebe) geheißen, und vom Kamasutra sei keine Rede gewesen, bis sie „eines Tages aufgefordert wurde, sich auszuziehen“ obwohl sie gehofft hatte, keine Sexszenen drehen zu müssen. Sie sei „jung und naiv gewesen“, habe sich übertölpeln lassen und sei seitdem „fast als Pornostar abgestempelt worden“, was ihre Karriere behindert habe. Varma meinte, auf die Rolle der „Kurtisane aus Kama Sutra“ festgelegt zu sein und bis heute „leicht paranoid“ zu reagieren.
Sarita Choudhury wollte bewusst in einem Film mitspielen, der nicht so kitschig („kooky“) war wie die meisten Bollywood-Filme und „zum Nachdenken anregen würde“. Für sie war vor allem der o. g. Konflikt zwischen dem antiken Indien, Quell des Kamasutra, und dem heutigen, streng puritanischen Indien interessant. Trotzdem erforderte der Film für Choudhury, die aus einer konservativen Familie stammt, aufgrund der erotischen Szenen einige Überwindung. Sie gab zu, Indien nach den „heftigen Kontroversen“ zum Film einige Zeit nicht besucht und ihre Karriere in den USA fortgeführt zu haben. Sie hätte den Film nie gedreht, wenn sie nicht „absolutes Vertrauen“ zu Mira Nairs „sinnlicher Interpretation von Nacktheit“ gehabt hätte.

## Preise
- 1997 – Independent Spirit Awards – Best Cinematography

## Kritiken
Srini Narayanan von der heimischen India Star äußerte sich enttäuscht über Kama Sutra, das trotz viel Lokalkolorit, vielen Kampf- und Erotikszenen und „einer Szene mit fast interessanten lesbischen Liebkosungen“ als „unerträglich langweilig“ bewertet wird und in der die Gelegenheit verpasst wurde, die geheimnisvolle Kraft der namensgebenden Kamasutra auszudrücken. Die asiatische Frauenvereinigung SAWNET (The South Asian Women’s Network) kritisierte, dass nur Frauen nackt gezeigt wurden, aber keine Männer, und argwöhnte, dass eine lesbische Szene zwischen Varma und Choudhury weniger aus Gründen der Handlung, sondern zur „Befriedigung männlicher Triebe“ eingebaut wurde. Indolink.com kritisierte die „uninspirierte Handlung und unterentwickelte Charaktere“. Kritisiert wurde ebenfalls, dass zwar viel weibliche, aber wenig männliche Nacktheit gezeigt werden würde, und dass die hellhäutige Varma positiver dargestellt werde als die dunkelhäutige Choudhury.
Roger Ebert gab Kama Sutra zwei von vier Sternen und kritisierte die „konstruierte und wenig überzeugende Story, in der Momente der Wahrheit für Momente der Schönheit geopfert würden“ und meinte, „mehr“ von Nair erwartet zu haben, lobte aber die „klassische Schönheit“ von Varma und die hohe erotische Ausstrahlung von Choudhurys Mienenspiel. Owen Gleibermann von Entertainment Weekly lieferte eine ähnliche Rezension, nach der der Film ein „libidogesteuerter Fiebertraum voller betäubender Sinnlichkeit“ und öfters „unscharf und unlogisch“ sei. Auffallend sei die „betörende Schönheit“ der wenig bekannten Indira Varma. Kevin Thomas von der Los Angeles Times nannte den Film „dämlich und sinnlich“ und kritisierte den „viel zu ernsten Plot... der an Selbstparodie grenzt“. Todd McCarthy von Variety lobte die Farbenpracht und die Kameraarbeit, kritisierte aber die Handlung als „fehlgeleiteten, zu einfach gestrickten Versuch, Feminismus zu vermitteln“. Janet Maslin von der New York Times meinte, dass der Film den Zuschauer „in eine verführerische Welt voller schimmernder Seide, betörender Farben, mystischer Musik, attraktiver Körper und verführerischer Bewegungen einlädt … und von der Atmosphäre so einladend ist, dass die Handlung fast ein Nachgedanke ist“, was den Film letztendlich „vorhersehbar und flach“ macht.
Der Spiegel äußerte sich ebenfalls negativ. Nair schaffe es, „gleich zwei Kulturen vor den Kopf zu stoßen“: die indische mit Vorwürfen der Pornografie, die westliche durch verfehlte Erwartungen, da der Filmname Erwartungen wecke, die er durch „mangelnde Schärfe“ nicht erfülle.